# Sirosoma hiaticula
Sirosoma hiaticula är en insektsart som beskrevs av Mcatee 1933. Sirosoma hiaticula ingår i släktet Sirosoma och familjen dvärgstritar. Inga underarter finns listade i Catalogue of Life.